# カーディー
カーディー（アラビア語: قاضي, ラテン文字転写: qāḍī ）とは、イスラーム世界における裁判官である。イスラーム政権の統治者からの権限の委譲を受けて、裁判などの法的裁定に対してシャリーア（イスラーム法）に基づいた適用を職務としていた。

## 概要
カーディーには伝統的にイスラム教が関係しているすべての法律問題に対する司法権がある。刑事・民事の区別は問わない。主要な都市や町に設置され、調停や判決によってイスラム教徒の正当な権利（ハック）を守ること、個人（特に社会的弱者）の権利を後見・保護すること、ワクフ（宗教的寄進財）の監督やその他公益の保護、カーディーの下で実務を行う下級職員の指揮監督などを主な任務とする。
カーディーはイスラム法（シャリーア）に従って裁決する義務があり、ムフティーが発行したファトワーやイスラーム法学者であるファキーフによる合意（イジュマー）と類推（キヤース）に従った判決を出す。カーディーの判決は絶対的なものであるとされ、カーディー当人が後日誤りであったことを認めた場合にのみ訂正がなされる。また、政治権力から独立し、かつ個々のカーディには組織的な命令系統が存在しないためにイスラム法に基づいて裁決を行う場合には独立した権限を有していた。
カーディーにはウラマーなど宗教学に秀で、なおかつコーラン・スンナなどのイスラム法の法源やファトワーや合意（イジュマー）、類推（キヤース）について精通している者から選ばれる（当然、知性（アクル）や公正（アダーラ）も考慮される）。ただし、ファトワーや合意（イジュマー）、類推（キヤース）の内容はスンナ派とシーア派ではかなり異なるためカーディーも宗派ごとに異なる。また、国によってはスンナ派とシーア派で別々のカーディーと裁判所が存在する場合もある。カーディーの有資格者には法源や類推（キヤース）から独自の見解を導けるムジュタヒドと呼ばれる人々とムジュタヒド及びその考えに忠実であると認められた先人カーディーに倣って任務を果たすことが出来るムカッリドに分けられるが、現在あるスンニ派マズハブ（法学派）の4学派（シャーフィイー、ハナフィー、マーリク、ハンバル）はその学祖4人を最後のムジュタヒドとして、それ以後のムジュタヒドの存在を否認、異端として排除している。そのため、現代のカーディーの有資格者はムカッリドしか存在しないとされている。支配者は地域内にカーディーを置く事が義務とされ、有資格者がいるのにこれを任ぜずにカーディーを空席とすることは許されない。一方、有資格者にはこれを辞退する権利があるが、同じ地域内に他にカーディーになる資格を持つ者がいないのを知りながら辞退することは出来ないとされている。
カーディーはあくまでもイスラム法（シャリーア）に関する問題を扱う裁判官であり、普通法（欧米法）の問題は扱わない。
このため、司法の世俗化が進み普通裁判とシャーリア裁判の複合制度化した国では普通の裁判官はカーディーとは呼ばないことがあり、アラビア語が母国語でないマレーシアやブルネイなどではイスラム教教義関連の問題について判断するシャリーアの裁判官のみをカーディーと呼び普通の裁判官と区別している。
また、イスラム教教義関連の問題を扱う専門の裁判所をカーディー裁判所と呼んでいる場合がある。
シャリーアはムスリムにしか適用されないためカーディー裁判は被告か原告の両方か片方がムスリムでなければ訴状を受け付けない。
カーディー裁判はシャーリアに関する問題を扱う裁判なのでシャリーアに規定が無い法律問題は扱わない。
たとえば、著作権や特許などはシャリーアに規定が無いのでカーディー裁判で訴えることが出来ないためムスリム同士であっても普通裁判で争う。
カーディー裁判所しか存在しないサウジアラビアの場合には著作権や特許の問題は裁判所ではなく所轄省庁に訴えて監視委員会が処理するシステムになっている。

## 歴史
その起源は古く、カーディーはムハンマドが存命だった時代から始まっているとされ、アッバース朝時代には全国に裁判所が作られ、ハールーン・アッ＝ラシードはハナフィー学派の大学者であるアブー・ユースフを大カーディー（カーディー・アルクダート アラビア語: قاضي القضاة, ラテン文字転写: qāḍī al-quḍāt 「カーディー達のカーディー」の意味）に任じた。当初はカリフがカリフ権の持つ法的な裁定権を委任する目的でカーディーを任命していたが、イスラム国家が分裂すると、各地の支配者がこれを任じるようになった。マムルーク朝のバイバルスは各都市に4つのマズハブそれぞれのカーディーを置く事を許した。11世紀には各地にマドラサが建設され、イスラム法学を教え、カーディーを育成する仕組みが整えられた。地域によって支持されるマズハブが違っており、4学派の立場は対等であるにもかかわらず、なお影響力の強弱があった。また、法学者や文人として名声があるカーディーは国を越えて任ぜられた例があり、イブン＝バットゥータやイブン＝ハルドゥーンも母国以外の国でカーディに任ぜられたことがあった。オスマン朝はニュラーゼメト制と呼ばれる制度を導入して、イスタンブールのシャイフ・アル＝イスラームが任命して主要都市に配置される者と、同じく軍人法官（カザスケル）が任命して地方に配置される者に分けられるようになった。オスマン朝ではカーディーは裁判だけではなく徴税など行政分野にも関わるようになり、次第に任官や職務を巡る不正も相次ぐようになった。更に19世紀以後、西洋の影響で制定法がイスラム世界にも導入されると、その地位は低下していった。

## カーディ裁判の問題
イスラム教教義関連の問題について取り扱うカーディー裁判で起きている深刻な問題にイスラム教における棄教がある。
マレーシアのリナ・ジョイやエジプトのムハンマド・ベショーイ・ヘガーズィーなどイスラム教からの宗教の変更を訴えた事例が世界中にあり、
多くのイスラム教国ではカーディ裁判のみが離脱や改宗を含むイスラームに関連した事項を処理できるとされ、
シャーリアでは改宗は絶対に認めないため、国によっては改宗の訴えを起こした者に対して死刑を含む刑事罰が科されることがある。
通常の法制度との複合型法律制度を採用しているマレーシアやエジプトなど多くのイスラム教国ではカーディ裁判のイスラームから他宗教への改宗に関する管轄権について議論が絶えない。
サウジアラビア、イラン、アフガニスタンなど原理主義の強い国では改宗を訴え出れば死刑が科される。

## 現代のカーディー
現代社会におけるカーディー裁判所の状況は国によって異なり、全ての法的判決の権利があり死刑判決の決定権まで持つところもあれば、極めて権限が制限されている国もある。
 サウジアラビア
現代でもサウジアラビアの裁判はシャリーアに基づく宗教裁判でありカーディーが裁判を行っている。しかし2009年2月14日から新設された普通裁判所が業務を開始して宗教裁判以外の裁判も始まっている。
サウジアラビアではカーディーは宗教学部の卒業生が就く職業であり、日本や欧米のように法学部卒の人間は裁判官にはならない。法学部卒の人間は弁護士など世俗法の専門職に就いている。
 ブルネイ
現代でもイスラム教教義関連の問題についてはカーディ裁判所で取り扱われる。
 エジプト
シャリーアと世俗法の複合型法律制度を採用しており、現代でもカーディ裁判が行われている。
 パキスタン
普通法廷とシャリーア法廷の二重法律制度が行われ、現代でもカーディ裁判が行われている。
 マレーシア
通常の法律に違反しない範囲で各州ごとにシャリーアに基づく法令を整備することが認められている。国民の60%前後がイスラム教徒であり、イスラム法に違反したイスラム教徒はカーディー裁判で裁かれる。
現代ではイスラム教徒であってもあまり厳しくは取り締まらなくなっており、飲酒や男女交際程度で起訴されることは稀である。
 インドネシア
通常の法律に違反しない範囲で各州ごとにシャリーアに基づく法令を整備することが認められている。元アチェ王国であったアチェ州では特に厳しいイスラム法が施行されている。
 アフガニスタン
現代でもアフガニスタンの裁判はシャリーアに基づく宗教裁判でありカーディーが裁判を行っている。国民の97%以上はイスラム教であり、ターリバーン崩壊後、通常裁判などの自由が許されるようになった。